# Ernest Angelo
Ernest Angelo (ur. 25 lutego 1898 w Brežicach, zm. po 29 lipca 1940) – kapitan piechoty Wojska Polskiego, działacz niepodległościowy, kawaler Orderu Virtuti Militari.

## Życiorys
Urodził się 25 lutego 1898 w Brežicach, w ówczesnym Księstwie Styrii, w rodzinie Edwarda i Terezji z domu Morawek.
15 lipca 1915 we Lwowie jako uczeń wstąpił do Legionów Polskich. Został przydzielony do III batalionu 6 pułku piechoty. Walczył w szeregach 10., 11. i 12. kompanii tego batalionu. 27 maja 1916 awansował na sekcyjnego. 26 września 1917, po kryzysie przysięgowym, został wcielony do cesarskiej i królewskiej Armii, do 3. kompanii c. i k. batalionu strzelców polnych nr 18. 10 lipca 1918 zdezerterował. W przebraniu żołnierza rosyjskiego dotarł do Kijowa, a następnie na Kubań, gdzie wstąpił do rosyjskiej Armii Ochotniczej. Wziął udział w szkoleniu oddziału polskiego w stanicy paszkowskiej pod Jekaterynodarem. Po utworzeniu 4 Dywizji Strzelców Polskich został przydzielony do 13 pułku strzelców. Wziął udział we wszystkich walkach tego oddziału. W stopniu plutonowego dowodził plutonem i pełnił obowiązki szefa kompanii.
W czerwcu 1919, po połączeniu 13 pułku strzelców z 28 pułkiem piechoty, służył w 1. kompanii 28 pułku piechoty. W jego szeregach walczył na wojnie z Ukraińcami, a następnie na wojnie z bolszewikami. Jako sierżant dowodził plutonem, a następnie pełnił obowiązki dowódcy 1. kompanii. Wyróżnił się 16 lipca 1919 podczas forsowania rzeki Seret pod Szypowcami. 2 czerwca 1920 pod Kozianami został ciężko ranny. Po trzech tygodnia leczenia szpitalnego uciekł z transportu rekonwalescentów i wrócił do pułku na front. Ponownie wyróżnił się 16 sierpnia 1920 w walce pod wsią Mokre, będącej częścią bitwy pod Radzyminem. 13 października 1920 dowódca I batalionu, porucznik Jerzy Boski we wniosku na odznaczenie Orderem Virtuti Militari napisał:

dnia 16 sierpnia 1920 w bitwie pod Mokrem, po zranieniu dowódcy kompanii podporucznika Piotra Janusa, objął dowództwo kompanii prowadząc ją dalej do ataku; rozumiejąc ważność chwili dokłada wszelkich starań, świeci przykładem nieustraszonej odwagi, pod gradem kul prowadzi kompanię, wpada z furią na opierającego się nieprzyjaciela i wydziera mu jego pozycję zdobywając wieś Mokre, co zdecydowało o przerwaniu frontu bolszewickiego i pozwoliło wykonać zadanie pułku.

Za ten czyn został 18 sierpnia 1920 na polu bitwy pod Radzyminem odznaczony Orderem Virtuti Militari przez dowódcę Frontu Północnego, generała broni Józefa Hallera.
Po zakończeniu działań wojennych pozostał w wojsku jako oficer zawodowy i kontynuował służbę w macierzystym pułku, który stacjonował w Łodzi. Uzupełnił wykształcenie w zakresie szkoły średniej. 3 maja 1922 został zweryfikowany w stopniu podporucznika ze starszeństwem od 1 czerwca 1919 i 271. lokatą w korpusie oficerów piechoty. W listopadzie 1927 został przeniesiony do 84 pułku piechoty w Pińsku, w którym pełnił służbę na kolejnych stanowiskach: młodszego oficera kompanii, dowódcy kompanii, adiutanta batalionu, komendanta powiatowego Przysposobienia Wojskowego w Stolinie i dowódcy 8. kompanii w Łunińcu (1934). 2 kwietnia 1929 prezydent RP nadał mu z dniem 1 stycznia 1929 stopień kapitana w korpusie oficerów piechoty i 28. lokatą. Po 1935 został przeniesiony do 59 pułku piechoty w Inowrocławiu. W marcu 1939 pełnił służbę na stanowisku oficera placu Inowrocław. W kampanii wrześniowej 1939 służył w Oddziale III Sztabu Grupy Operacyjnej gen. bryg. Michała Tokarzewskiego-Karaszewicza. Uczestniczył w obronie Warszawy. Po kapitulacji załogi stolicy dostał się do niewoli niemieckiej (numer jeńca „787”). 29 lipca 1940 został przeniesiony z Oflagu XI A Osterode do Oflagu II B Arnswalde.
Był żonaty, miał córkę Danutę (ur. 27 kwietnia 1927).

## Ordery i odznaczenia
- Krzyż Srebrny Orderu Wojskowego Virtuti Militari nr 2485[1] – 28 lutego 1921[30][31]
- Krzyż Niepodległości – 9 listopada 1931 „za pracę w dziele odzyskania niepodległości”[32][33]
- Krzyż Walecznych czterokrotnie nr 55117[34] – 1922 (po raz 1, 2, 3 i 4 „za udział w b. Legionach Polskich”[35][36] oraz po raz 1 „za czyny bojowe w b. 4-ej Dywizji gen. Żeligowskiego”[37])
- Srebrny Krzyż Zasługi – 29 października 1938 „za zasługi w służbie wojskowej”[38]
- Medal Pamiątkowy za Wojnę 1918–1921[5]
- Medal Dziesięciolecia Odzyskanej Niepodległości[5]
- Srebrny Medal za Długoletnią Służbę – 11 listopada 1938[39]
- Brązowy Medal za Długoletnią Służbę – 4 maja 1938[39]
- Srebrny Medal Waleczności 2 klasy[40]

odznaki
- Krzyż Pamiątkowy 6 pułku piechoty Legionów Polskich[41]
- Odznaka pamiątkowa Organizacji Werbunkowo-Agitacyjnej nr 1221[42]
- Odznaka pamiątkowa 28 pułku strzelców kaniowskich nr 255 – 9 listopada 1926[43]
- Odznaka Strzelecka nr 83723[44]